# Eichstätt
Eichstätt település Németországban, azon belül Bajorországban, azon belül Felső-Bajorországban. Lakosainak száma 13 867 fő (2023. december 31.). Eichstätt Schernfeld és Pollenfeld községekkel határos.

## Népesség
A település népessége az elmúlt években az alábbi módon változott:
| Lakosok száma | 5596 | 10 883 | 13 080 | 13 788 | 13 146 | 13 155 | 13 407 | 13 512 | 13 465 | 13 867 |
|               | 1808 | 1950   | 1975   | 2010   | 2012   | 2013   | 2015   | 2017   | 2021   | 2023   |

## Története
Az Eichstätti egyházmegyét 741-ben Szent Willibald alapította egy régi római állomás (Aureatum vagy Rubilocus) helyén. 908-ban a várost fallal vették körül és alapítólevelet is kapott. Egy hercegpüspök irányította, és a Szent Római Birodalomban az 1802-es szekularizációig az Eichstätt-i püspökség székhelye volt. A város 1806-ban a Bajor Királyság része lett. Eichstätt az Eichstätt-i Hercegség része volt, amelyet I. Maximilián király 1817-ben vejének, Eugène de Beauharnais-nak adott, 1821-ben visszaállították a püspöki székhelyet, majd 1855-ben visszatért a bajor koronához.

## Nevezetességek
- A várost a Willibald kastély (Willibaldsburg) uralja. A dóm mellett Eichstättben 12 templom és 10 kolostor található.

## Oktatás
Eichstättben található Németország egyetlen katolikus egyeteme a Katholische Universität Eichstätt-Ingolstadt (KU), melyet 1980-ban alapítottak, mely Bajorországban teljes körű egyetemi jogokat kapott, beleértve a doktori és habilitációs fokozatokat is.

## Itt születtek, itt éltek
- Tobias Barnerssoi (született 1969-ben), alpesi síző és sportriporter.
- Erhard Bauer (meghalt 1493), városi építész.
- Erich Emminger (1880-1951), politikus (centrumpárti), 1923-1924 között igazságügy-miniszter.
- Anton Fils (1733-1760), zeneszerző.
- Edmund Harburger (1846-1906), müncheni rajzoló és festő.
- Johann Philipp Jeningen (1642-1704), katolikus pap.
- Konrad Kyeser (1366-1405 után), középkori európai nemes és haditechnikus.
- Jörg Mager (1880-1939), az elektronikus zene úttörője és feltalálója.
- Caritas Pirckheimer (1467-1532), nürnbergi apátnő a reformáció idején.
- Willibald Pirckheimer (1470-1530), jogász, író humanista
- Max von Widnmann (1812-1895), szobrász, Schwanthaler utódja a müncheni képzőművészeti akadémia professzoraként (1849-1887).

A városhoz kötődő személyiségek:
- Szent Walpurga, más írásmóddal Valderburg vagy Guibor (Kr. u. 710 - 777. február 25. vagy 779), a Frank Birodalom angolszász misszionáriusa volt. II. Adrianus pápa 870 körül május 1-jén szentté avatta. Szent Walpurgis-éj (vagy "Sankt Walpurgisnacht") az ünnepe előestéjének neve, amely egybeesik május elsejével. Eichstättben a csontjait egy sziklába vitték, amelyből állítólag csodás gyógyhatású olaj kezdett szivárogni, ami a zarándokokat a kegyhelyére vonzotta[9][körlevél].
- II. Viktor pápa (Gebhard von Dollnstein-Hirschberg) (meghalt 1057), ötödik német pápa 1055-1057.
- Eichstätt-i II. Gundekar (1019-1075), püspök, egyházpolitikus (szarkofág a dóm Szent János-kápolnájában).
- Loy Hering (1484/85-1564), Kaufbeurenből származó reneszánsz szobrász, Eichstätt tanácsosa és polgármestere.
- Elias Holl (1573-1646), augsburgi építőmester, a Willibaldsburg építésze.
- Karl Engel, Jakob Engel testvére, ács és építőmester
- Franz Xaver Witt (1834-1888), egyházzenész, zeneszerző, reformátor, az általános német Cäcilienvereine alapítója, 1870-1871 Eichstätt karnagya.
- Maximilian szászországi herceg (1870-1951) (1870-1951), az albertinus ág hercege, papi és kápláni tevékenység Eichstättben, egyházkutató.
- Cesare Orsenigo (1873-1946 Eichstättben), 1930-tól 1945-ig apostoli nuncius Németországban, XII. Pius (Eugenio Pacelli) utóda a németországi apostoli nuncius posztján.
- Karl Friedrich Lippmann (1883-1957)